# Сканер-поліцейський
«Сканер-поліцейський» (англ. Scanner Cop) — канадсько-американський фантастичний фільм 1994 року.

## Сюжет
Молодий сканер Сем Стазяк, що володіє здібностями до телепатії і телекінезу, залишається один після того, як його батько збожеволів. Його усиновляє поліцейський Харріган. Проходить багато років: підліток йде по стопах свого прийомного батька і також служить у поліції, яку Харріган тепер очолює. Щоб уникнути нападів, Сем регулярно вживає ліки. Але одного разу він стає свідком того, як кількох поліцейських без всяких причини вбивають люди, які здавалися нормальними. Сем розуміє, що в Лос-Анджелесі відбувається щось дивне. Він вирішує використовувати свої надприродні здібності, щоб з'ясувати причину серії вбивств поліцейських, зануривши місто в безодню страху. Незабаром Сем з'ясовує, що причиною жорстоких злочинів є помста Харрігану з боку божевільного вченого доктора Карла Глока. Той викрадає простих людей і перетворює їх на диких монстрів. Сем повинен зупинити кривавого вченого.

## У ролях
| Актор              | Роль                    |
| ------------------ | ----------------------- |
| Деніел Квінн       | Семюель Стазяк          |
| Дарленн Флюгель    | доктор Джоан Олден      |
| Річард Гроув       | командир Пітер Гарріган |
| Марк Ролстон       | лейтенант Гаррі Браун   |
| Річард Лінч        | Карл Глок               |
| Гіларі Шепард      | Зена                    |
| Джеймс Горан       | Мелвін                  |
| Гері Гадсон        | Деймон Пратт            |
| Сінді Пасс         | Сара Копек              |
| Лука Берковічі     | доктор Кренч            |
| Крістофер Кріса    | Райлі                   |
| Саванна Сміт Бучер | Маргарет Гарріган       |
| Бен Рід            | Рік Копек               |
| Брайон Джеймс      | доктор Гемптон          |
| Елан Ротшильд      | молодий Семюель         |
| В. Дуан Такер      | Кім                     |
| Фред Мата          | продавець               |
| Денніс Редфилд     | офіцер Вест             |
| Джим Стаскел       | Боб                     |
| Стеф ДюВалл        | Джеррі                  |